# Art amérindien
 (mars 2022).
 (avril 2009).
Si vous disposez d'ouvrages ou d'articles de référence ou si vous connaissez des sites web de qualité traitant du thème abordé ici, merci de compléter l'article en donnant les références utiles à sa vérifiabilité et en les liant à la section « Notes et références ».
L'Art amérindien comment est l'art amérindien
 est l'art produit par les peuples indigènes d'Amérique à l'époque précolombienne, et par ceux qui ont perpétué cette tradition.
Aucune des langues autochtones d'Amérique du Nord n’a, semble-t-il, de mot correspondant au concept occidental d’art[réf. souhaitée], généralement compris comme distinct des autres activités de la vie quotidienne. Pourtant, des objets non-conçus comme de l’art par les artisans qui les ont fabriqués sont aujourd’hui[Quand ?] considérés[Qui ?] comme des œuvres d’art.

## Historique
En 1520, Albrecht Dürer, voyant les trésors rapportés du Mexique par Cortès et ses compagnons et offerts à Charles Quint, ne put se retenir d'exprimer son admiration  : « De ma vie je n'ai rien vu qui m'ait autant réjoui le cœur... j'y ai vu des objets d'art étonnants et j'ai été émerveillé de la capacité d'invention subtile des hommes de ces pays inconnus. »
Ce qui plaît à Dürer est d'abord la nouveauté des moyens d’expression employés, (utilisation de la plume), le savoir-faire ingénieux, la valeur (car ces objets coûtent cher), la rareté et l’exotisme.
Au XIXe siècle seulement, avec la reconnaissance de l’ethnographie en tant que discipline académique, ces objets sont exposés dans des musées d’histoire naturelle. Pourtant même lorsque l’on commence à appliquer le terme d’« art », dans son sens moderne, aux objets fabriqués par les Autochtones d'Amérique du Nord (ou par d’autres populations non occidentales), le nom est le plus souvent accompagné de qualificatifs tels que « décoratif » ou « ornemental », et perçu comme plus proche de l’artisanat que du « grand art » européen. 
Il est également admis que dans les sociétés tribales, l’art était nécessairement lié à la fonction et que la créativité individuelle n’avait pas l’importance qu’elle a acquise dans l’art européen.
Aux alentours de 1900, des anthropologues[Qui ?] engagent occasionnellement des informateurs indiens afin qu’ils représentent par des dessins les coutumes indigènes, en particulier les cérémonies religieuses, auxquelles ils n’ont pas eux-mêmes le droit d’assister.
L'art Amérindien est alors d'abord un art primitif.
Les artistes modernes européens et américains mettent du temps à découvrir l'art autochtone nord-américain en comparaison de l’intérêt relativement précoce suscité par les objets africains chez les cubistes. Dans ce cas précis, ce sont surtout les surréalistes venus d’Europe, comme Max Ernst, qui voient dans l’art amérindien une source de renouveau, un regard plus aigu, représentatif à leurs yeux du « monde primitif ». Ces artistes sont surtout attirés par l’art de la côte Nord-Ouest en raison de son caractère très littéraire (?). 
D’autres artistes modernes, tels que l’américain John Sloan, contribuent à ce que la peinture indienne soit mieux acceptée par de plus nombreux milieux artistiques. En 1920 notamment, Sloan ayant entendu parler des peintres autochtones de San Ildefonso, organise une exposition de leurs œuvres à la Société des Artistes Indépendants de New York. D’autres expositions de peintures indiennes sont organisées au cours des années suivantes.
Finalement, à la suite d’un complet revirement de la politique fédérale, une école d’art indien subventionnée par le gouvernement et dénommée The Studio, est ouverte en 1932. Avec l’émergence d’une tradition picturale panindienne, nul ne peut désormais nier que cet art soit de l’art : la première exposition d'art amérindien prend exclusivement en considération la « valeur esthétique ».
D’autres jalons sont posés sur la voie de la reconnaissance de l’artisanat tribal indien comme art à part entière, avec l’exposition organisée en 1939 pour l'Exposition internationale du Golden Gate de San Francisco (Foire Mondiale de San Francisco) ainsi qu’en 1941 au Museum of Modern Art de New York. Fréderic Douglas du Musée d'art de Denver et René d’Harnoncourt (en), alors directeur général du MoMA, lancent cette dernière exposition et écrivent pour celle-ci le premier exposé sur l’art nord- amérindien à faire autorité.
De la fin des années 1940 jusque dans les années 1950, cette progression est freinée en partie à cause du désintérêt du public pour la question amérindienne, désintérêt correspondant à la politique officielle d’assimilation de l’époque. 
Depuis les années 1960, l’art nord-amérindien est parvenu à une reconnaissance universelle. La tenue d’importantes expositions dans des musées ou des galeries, la publication de nombreux livres d’art et une revue spécialisée, surtout le développement d’un marché de la production tribale pratiquant des prix prouvant qu’il s’agit d’art, attestent ce changement positif.
Phénomène parallèle et non moins significatif : des artistes comme Fritz Scholder (en) commencent à fuir le ghetto de la tradition picturale panindienne. Créé en 1962 à Santa Fe, l'Institute of American Indian Arts, successeur du Studio, se consacre à la formation d’étudiants considérés comme indiens et comme artistes. Même si la peinture panindienne est loin d’être morte, un nouveau genre d’artiste autochtone est né, qui se perçoit comme Indien mais définit son art simplement comme de l’art.